# Rush (série télévisée, 2014)
Pour les articles homonymes, voir Rush.
Rush est une série télévisée américaine en dix épisodes de 43 minutes diffusée du 17 juillet 2014 au 18 septembre 2014 sur USA Network.
En France, la série a été diffusée du 21 mai 2015 au 4 juin 2015 sur M6. En Belgique, la série a été diffusée du 20 novembre 2015 au 18 décembre 2015 sur RTL-TVI,.

## Synopsis
Le Dr William Rush a été renvoyé d'un grand hôpital de Los Angeles. Il décide de devenir médecin urgentiste auprès de clients fortunés et des célébrités d'Hollywood qui ont besoin d'être soignés dans le plus grand secret. Rush exige d'être payé comptant et à l'avance, argent nécessaire pour mener son train de vie débridé (drogue, alcool, etc.). Son meilleur ami est Alex Burke, praticien dans un grand hôpital qui essaie d'être un mari et un père exemplaires. Eve Parker est l'assistante personnelle de Rush, elle fixe les rendez-vous, mais essaie surtout de garder Rush sur la bonne voie...

## Distribution

### Acteurs principaux
- Tom Ellis (VF : Arnaud Arbessier) : Dr William P. Rush
- Larenz Tate (VF : Sébastien Desjours) : Dr Alex Burke
- Sarah Habel (VF : Noémie Orphelin) : Eve Parker
- Rick Gonzalez (VF : Paolo Domingo) : Manny Maquis

### Acteurs récurrents
- Odette Annable (VF : Victoria Grosbois) : Sarah
- Erica Cerra (VF : Hélène Bizot) : Laurel Burke
- Rachel Nichols (VF : Marie Zidi) : Corrine Rush
- Harry Hamlin (VF : Philippe Dumond) : Dr Warren Rush
- Warren Christie (VF : Mathias Kozlowski) : J.P.
Version française
  - Société de doublage : VF Productions
  - Direction artistique : Cécile Villemagne
  - Adaptation des dialogues : Bili Redler, Anne Marguinaud, Daniel Danglard & Marc Séclin

Source VF : RS Doublage et Doublage Série Database

## Production
Le projet a débuté en octobre 2013. Elle est produite par Fox 21, créée par Jonathan Levine, Gina Matthews et Gretta Scharbo.
Le mois suivant, Tom Ellis et Rick Gonzalez sont engagés dans des rôles principaux.
La série est commandée en mars 2014. Adam Fierro (en) est engagé comme producteur exécutif. En avril, Larenz Tate, invité dans le pilote, est ensuite promu à la distribution principale.
La série est filmée à Vancouver (Colombie-Britannique).
Parmi les invités : Harry Hamlin, Rachel Nichols, Victoria Smurfit, Jesse Luken (en) et Tiffany Hines.
Le 2 octobre 2014, la série est annulée.

## Épisodes
| N° | #  | Titre                                  | Réalisation          | Scénario                          | Audiences / (millions) | Première diffusion                                                                                               |
| --- | -- | -------------------------------------- | -------------------- | --------------------------------- | ---------------------- | --- |
| 01 | 01 | Médecin malgré lui Pilot               | Jonathan Levine      | Jonathan Levine                   | 1.70/1.24              | États-Unis : 17 juillet 2014 sur USA Network France : 21 mai 2015 sur M6 Belgique : 20 novembre 2015 sur RTL-TVI |
| Après avoir perdu son poste d'urgentiste, un médecin fêtard s'occupe d'urgences médicales pour des patients très riches. |    |                                        |                      |                                   |                        | |
| 02 | 02 | Coach de vie Don't Ask Me Why          | Deran Sarafian       | Jonathan Levine Craig Wright (en) | 1.60/0.63              | États-Unis : 24 juillet 2014 sur USA Network France : 21 mai 2015 sur M6 Belgique : 20 novembre 2015 sur RTL-TVI |
| Rush traite un combattant de MMA dont la carrière est compromise.                                                        |    |                                        |                      |                                   |                        | |
| 03 | 03 | Vol au-dessus du nid Learning to Fly   | Alex Zakrzewski (en) | Adam Fierro (en)                  | 1.79/0.28              | États-Unis : 31 juillet 2014 sur USA Network France : 21 mai 2015 sur M6 Belgique : 27 novembre 2015 sur RTL-TVI |
| |    |                                        |                      |                                   |                        | |
| 04 | 04 | Esprits de famille We Are Family       | Bill Johnson (en)    | Matt Pyken (en)                   | 1.83/0.12              | États-Unis : 7 août 2014 sur USA Network France : 21 mai 2015 sur M6 Belgique : 27 novembre 2015 sur RTL-TVI     |
| |    |                                        |                      |                                   |                        | |
| 05 | 05 | Bad trip Where Is My Mind?             | David Barrett        | Michael Rochford                  | 1.55/0.95              | États-Unis : 14 août 2014 sur USA Network France : 28 mai 2015 sur M6 Belgique : 4 décembre 2015                 |
| |    |                                        |                      |                                   |                        | |
| 06 | 06 | Conférence au sommet You Spin Me Round | David Straiton (en)  | Lisa Randolph                     | 1.60/0.53              | États-Unis : 21 août 2014 sur USA Network France : 28 mai 2015 sur M6 Belgique : 4 décembre 2015                 |
| |    |                                        |                      |                                   |                        | |
| 07 | 07 | L'Homme est une île Because I Got High | Paul A. Edwards (ru) | Jason George                      | 1.48/0.34              | États-Unis : 28 août 2014 sur USA Network France : 29 mai 2015 sur M6 Belgique : 11 décembre 2015                |
| |    |                                        |                      |                                   |                        | |
| 08 | 08 | Jour de chance Get Lucky               | Elodie Keene         | Kathryn Borel (en)                | 1.43                   | États-Unis : 4 septembre 2014 sur USA Network France : 4 juin 2015 sur M6 Belgique : 11 décembre 2015            |
| |    |                                        |                      |                                   |                        | |
| 09 | 09 | Sale boulot Dirty Work                 | Allan Kroeker        | Adam Fierro (en) Matt Pyken (en)  | 1.87                   | États-Unis : 11 septembre 2014 sur USA Network France : 4 juin 2015 sur M6 Belgique : 18 décembre 2015           |
| |    |                                        |                      |                                   |                        | |
| 10 | 10 | Amères illusions Bitter Sweet Symphony | Deran Sarafian       | Adam Fierro (en) Matt Pyken (en)  | 1.63                   | États-Unis : 18 septembre 2014 sur USA Network Belgique : 18 décembre 2015                                       |
| |    |                                        |                      |                                   |                        | |

## Diffusion française
Le dernier et dixième épisode n'a pas été diffusé par M6 car la chaîne a décidé de retirer le programme de son antenne.